# Wybory do Parlamentu Europejskiego na Łotwie w 2019 roku
Wybory do Parlamentu Europejskiego na Łotwie w 2019 roku odbyły się w sobotę 23 maja. Były to czwarte wybory do Parlamentu Europejskiego w tym kraju. W ich wyniku Łotysze wyłonili 8 eurodeputowanych IX kadencji. Frekwencja w wyborach wyniosła 33,53%.

## Wyniki wyborów
| Lista wyborcza                                        | Głosy   | %     | Mandaty |
| ----------------------------------------------------- | ------- | ----- | ------- |
| Jedność                                               | 124 193 | 26,24 | 2       |
| Socjaldemokratyczna Partia „Zgoda”                    | 82 604  | 17,45 | 2       |
| Zjednoczenie Narodowe „Wszystko dla Łotwy!” – TB/LNNK | 77 591  | 16,40 | 2       |
| Dla Rozwoju/Za!                                       | 58 763  | 12,42 | 1       |
| Rosyjski Związek Łotwy                                | 29 546  | 6,24  | 1       |
| Związek Zielonych i Rolników                          | 25 252  | 5,34  | 0       |
| Łotewskie Zjednoczenie Regionów                       | 23 581  | 4,98  | 0       |
| Nowa Partia Konserwatywna                             | 20 595  | 4,35  | 0       |
| Postępowi                                             | 13 705  | 2,90  | 0       |
| Pozostali                                             | 14 630  | 3,09  | 0       |